# 貝爾維爾 (阿肯色州)
貝爾維爾（英語：Belleville）是一個位於美國阿肯色州耶爾縣的城市。

## 地理
貝爾維爾的座標為35°05′30″N 93°26′57″W / 35.09167°N 93.44917°W，而該地的平均海拔高度為111米（即364英尺）。

## 人口
根據2020年美國人口普查的數據，貝爾維爾的面積為4.83平方千米，皆為陸地。當地共有人口312人，而人口密度為每平方千米64人。